# Гир, Крис
Кри́стофер Уи́льям (Крис) Гир (англ. Christopher William "Chris" Geere, род. 18 марта 1981, Кембридж) — английский актёр. Наиболее известен по роли Джимми Шайв-Оверли в телесериале «Ты — воплощение порока» и принца Эдварда Вольдемара в двух видео-сиквелах фильма «Принц и я» (2004) — «Принц и я 3: Медовый месяц» (2008) и «Принц и я 4» (2010). В телесериале «Улица Ватерлоо» он сыграл Мэтта Уайлдинга, одного из главных героев третьего, четвёртого и седьмого сезонов.
В 2010 году Гир женился на авторе песен, певице и пианистке Дженнифер Соудон. Их сын Фредди родился в 2012 году.